# برونا کولومبتی-پرونچینی
برونا کولومبتی-پرونچینی (انگلیسی: Bruna Colombetti-Peroncini; ۲۷ ژانویهٔ ۱۹۳۶ – ۲۶ ژوئیهٔ ۲۰۰۸) ورزشکار شمشیربازی اهل ایتالیا بود.
وی در مسابقات کشوری و بین‌المللی در مجموع برندهٔ ۱ مدال طلا، ۲ مدال نقره، ۶ مدال برنز شده‌است.